# Konrad von Bayern

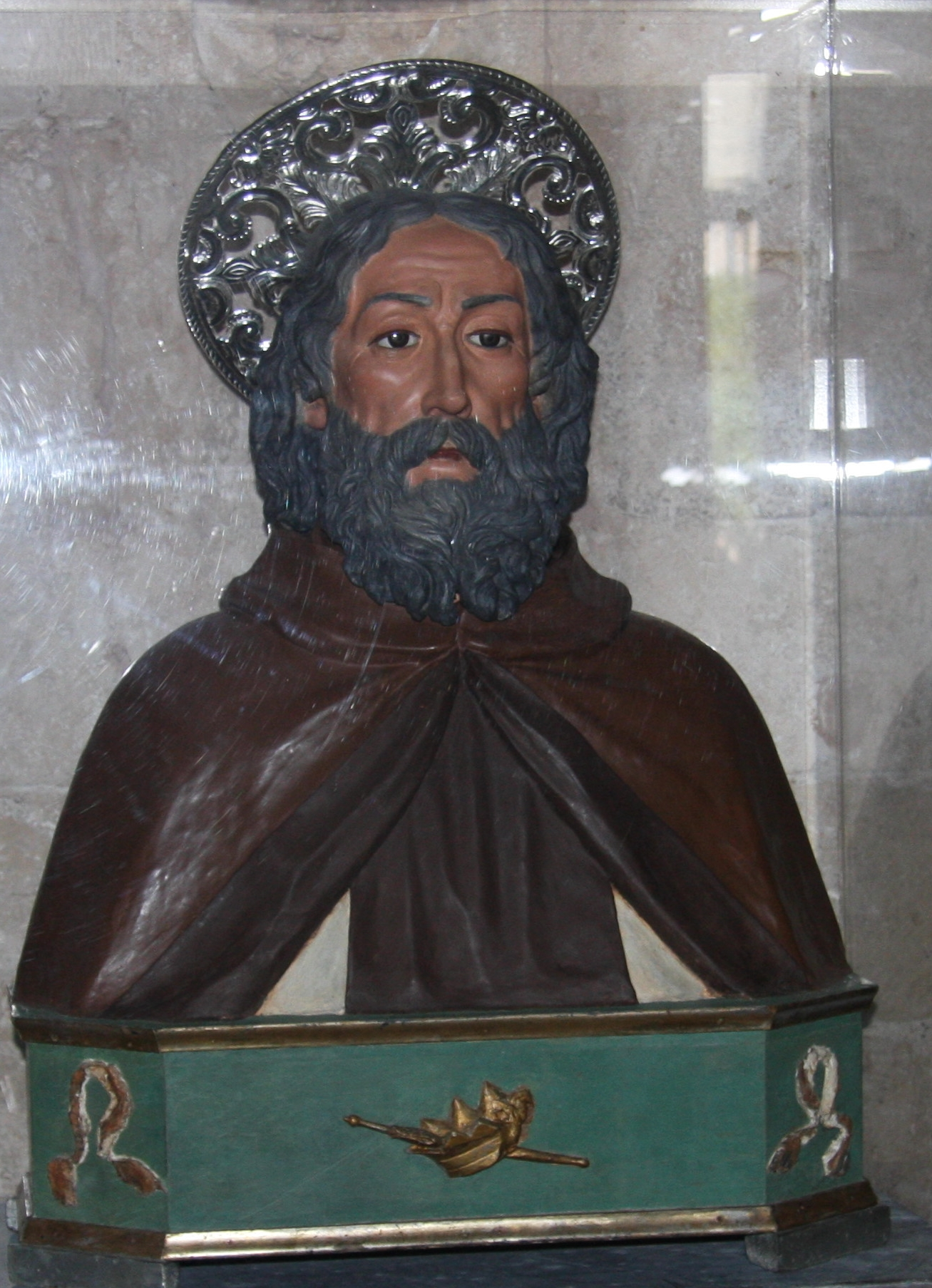
Büste des seligen Konrad im Dom von Molfetta

Konrad von Bayern (* um 1105 auf der Ravensburg; † 17. März 1154 in Modugno) war Sohn des bayerischen Herzogs Heinrich der Schwarze und Zisterzienser. Er ist Namens- und Schutzpatron des Doms von Molfetta.
1147 wurde er unter dem Einfluss des Bernhard von Clairvaux Mönch in dessen Kloster. 1151 ging er ins Heilige Land, um dort als Einsiedler zu leben, wurde jedoch 1153 wegen einer Erkrankung Bernhards nach Europa zurückgerufen. In Apulien hielt er sich im Kloster Modugno auf, wo er starb. Seine Reliquien werden in Molfetta aufbewahrt, der lokale Kult wurde am 7. April 1832 durch seine Seligsprechung durch Papst Gregor XVI. bestätigt. Im Orden wird sein Fest am 9. Februar gefeiert.